# 聖華金 (聖華金市鎮)

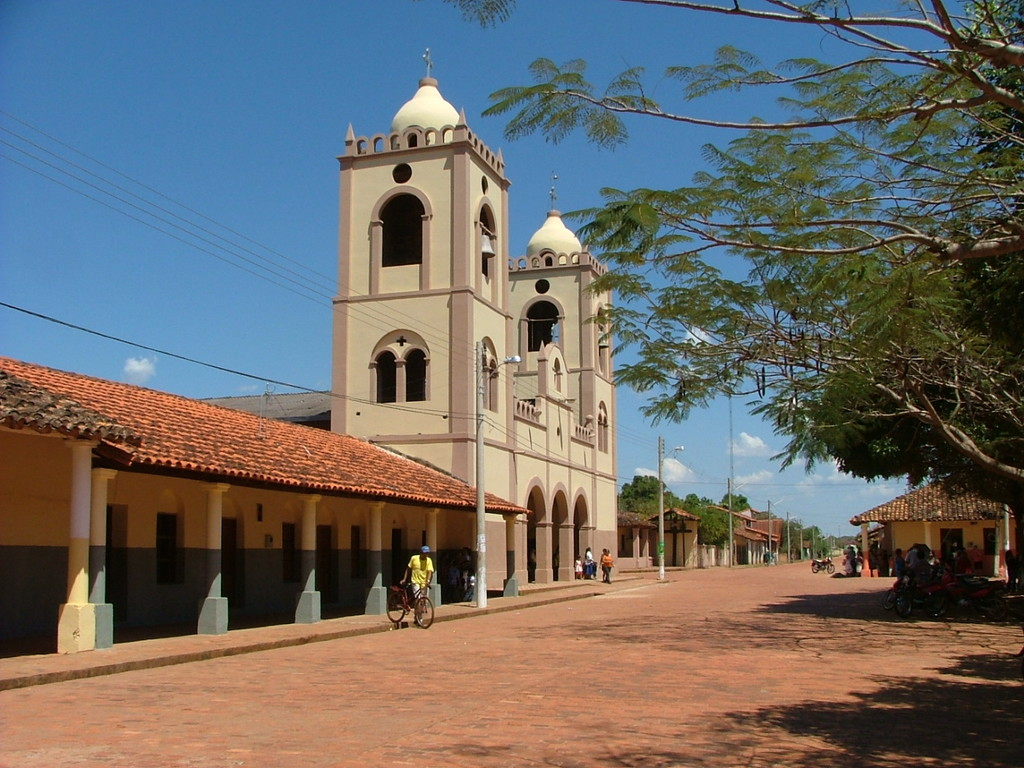
教堂

聖華金（西班牙語：San Joaquín）是玻利維亞的城鎮，位於該國東北部，由貝尼省马莫雷县圣华金市镇負責管轄，距離首府特立尼達220公里，海拔高度142米，每年平均降雨量1,389毫米，2009年人口4,589。

## 外部連結
- Detailed map of Mamoré Province
- San Joaquín climate (German)

13°02′29″S 64°40′05″W / 13.04139°S 64.66806°W